# Treehouse of Horror IV
«Treehouse of Horror IV» (рус. Маленький домик ужасов на дереве 4) — пятый эпизод пятого сезона «Симпсонов». Премьерный показ 28 октября 1993 года.

## Сюжет
Очередные три леденящих душу рассказа от Барта Симпсона.

### Дьявол и Гомер Симпсон
Уснув на работе и обнаружив, что Карл и Ленни съели все пончики, Гомер готов за один-единственный пончик продать душу. Дьявол в образе Неда Фландерса тут как тут. Обманув Дьявола и не съев последний кусочек, Гомер радуется, но после того как он случайно его съел, Симпсоны, чтобы не отдавать душу Гомера дьяволу, начинают судиться с ним, но пока Гомер должен провести один день в аду. На суде признают, что душа Гомера принадлежит Мардж. Но Дьявол превращает голову Гомера в гигантский пончик, и все полицейские города хотят его съесть.

### Полуметровый кошмар
Во время поездки в школу на автобус нападает гремлин, и Барт, чтобы спасти себя и одноклассников, пытается доказать, что гремлин ломает автобус. Благодаря Барту гремлин отцепляется от автобуса и попадает к Неду Фландерсу. После того, как автобус доехал до школы, все понимают, что Барт был прав, но за плохое поведение его отправляют в больницу для душевнобольных. В машине Барта настигает гремлин с оторванной головой Неда Фландерса. Пародия на самый популярный эпизод мистического телесериала «Сумеречная зона» — «Кошмар на высоте 20 тысяч футов».

### Барт Симпсон — Дракула
В Спрингфилде обнаружено несколько обескровленных трупов. Бёрнс покупает Спрингфилдский банк крови, а затем приглашает Симпсонов в свой загородный дом, где Барт и Лиза нашли тайную комнату с гробами.Так же они нашли дневник Мистера Бернса и, когда Лиза читала дневник, вампиры начали нападать на детей. Лизе удалось сбежать, а Барта поймали. В этот момент пришел Мистер Бернс и, он был не прочь насладиться свежей кровью. Так Барта заразили вампиризмом. Вся семья дома спит, но Лиза не может спать. Вдруг, к ней в окно стучится Барт с другими детьми. Он ворвался в окно и хотел укусить Лизу, но его застал Гомер и Мардж с Дедушкой. В итоге Барт превращается в летучую мышь и улетает. Лиза подбивает отца убить главного вампира — начальника Гомера, чтобы Барт стал снова нормальным, тот с радостью соглашается, однако со смертью Бёрнса кошмар не заканчивается.
В конце эпизода выяснятся, что главным вампиром был не мистер Бёрнс, а Мардж Симпсон, что шокирует Лизу.  Мардж оправдывается тем, что у неё тоже есть личная жизнь. Члены семьи Симпсонов пытаются напасть на Лизу, но внезапно сцена заканчивается музыкальным номером в духе сериала Peanuts(если бы не сделали, то Лизу бы укусили).

## Культурные отсылки
- Пытка пончиками, которой подвергается Гомер, демонстрируется в очередной раз в 25 хэллуинском выпуске симпсонов, когда Барт и Лиза идут по адской школе.
- В начале, когда Барт говорит о «леденящей душу истории», Мардж просит предупредить зрителей, что фильм очень страшный, и предлагает им послушать радиоспектакль «Война Миров».
- Сам эпизод тоже представляет собой пародию на проект создателя «Сумеречной зоны» Рода Серлинга «Ночная галерея», выходивший в 1969—1973 гг. Барт прямо копирует манеру речи и характерный жест сложенных рук Рода Стерлинга, рассказывая зрителям в общих чертах о сюжете последующей истории.
- Первый сюжет является вольным пересказом классического рассказа Дьявол и Дэниел Уэбстер[англ.] Стивена Винсента Бене.
- Третий сюжет пародирует повесть Стивена Кинга «Салимов удел». Эпизод с тенью мистера Бернса — пародия на фильм «Дракула» Брэма Стокера.
- Это первый выпуск, где после окончания сериала была показана полная хеллоуинская версия заставки Gracie Films, в которой слышен женский крик.
- Финальная сцена пародирует мультсериал Peanuts.